# NASA TV
A NASA TV (originalmente NASA Select) é uma rede de televisão estadunidense da Agência Espacial Americana, a NASA.
Sua recepção é através do satélite Galaxy 13, situado a 127º oeste de longitude e seu feixe é direcionado para a América do Norte, Alasca e Havaí.